# Najib Razak
Najib Razak (Lipis, 23 juli 1953) is een Maleisisch politicus. Hij was premier van zijn land tussen 2009 en 2018. Hij werd in 2020 veroordeeld voor het 1MDB-schandaal. Op 23 augustus 2022 heeft het hoogste gerechtshof van Maleisië zijn laatste hoger beroep van de hand gewezen. Hij wordt momenteel vastgehouden in de Kajang-gevangenis.

## 1MDB-schandaal
Op 3 juli 2018 werd Najib gearresteerd op verdenking van een miljoenenfraude bij het overheidsbedrijf 1Malaysia Development Berhad (1MDB), met onder meer investeringen in het kader van de nieuwe zijderoute.
Op 28 juli 2020 werd hij tot twaalf jaar cel veroordeeld. Hij werd schuldig bevonden aan corruptie in een schandaal van miljarden dollars bij een staatsfonds. Het Hooggerechtshof van Maleisië veroordeelde hem verder tot een boete van omgerekend ruim 42 miljoen euro.
Op 5 april 2021 hield het Maleisische hof van beroep een hoorzitting over het beroep van Najib tegen de veroordeling van de zaak. Op 8 december werd het beroep van Najib afgewezen en de rechtbank bevestigde het oorspronkelijke vonnis.
Op 23 augustus 2022 het federaal gerechtshof in Maleisië heeft de veroordeling van Najib bevestigd. Najib werd tot twaalf jaar cel veroordeeld wegens zijn betrokkenheid in het corruptieschandaal rond het staatsfonds 1MDB.
Vanuit het fonds 1MDB werd geïnvesteerd in kunst, vastgoed, en de Hollywoodproductie The Wolf of Wall Street. Het wegsluizen van de miljarden gebeurde via de Amerikaanse investeringsbank Goldman Sachs. Deze bank trof afgelopen jaren schikkingen met de Amerikaanse autoriteiten (voor 3 miljard dollar) en met het Maleisische ministerie van Financiën (voor 3,9 miljard dollar).